# Marko Stanković (Basketballtrainer)
Marko Stanković (* 23. Januar 1984) ist ein serbischer Basketballtrainer.

## Werdegang
Stanković war ab 2007 als Trainer im Nachwuchsbereich von Partizan Belgrad tätig. 2017 wechselte er nach Deutschland in den Jugendbereich der Crailsheim Merlins. Dort betreute er zunächst die U16-Mannschaft in der Jugend-Basketball-Bundesliga, später war Stanković bei den Hohenlohern Trainer der U19-Mannschaft in der Nachwuchs-Basketball-Bundesliga und der zweiten Herrenmannschaft in der Regionalliga. Ab 2020 war er des Weiteren Co-Trainer der Crailsheimer Bundesligamannschaft.
2022 verließ er Crailsheim und wechselte innerhalb Deutschlands zu den Telekom Baskets Bonn. Bei den Rheinländern trat Stanković eine Stelle als Assistenztrainer an. Als solcher gewann er 2023 an der Seite von Cheftrainer Tuomas Iisalo den europäischen Wettbewerb Champions League. Im Januar 2025 wurde er in Bonn ins Amt des Cheftrainers befördert, nachdem sich der Bundesligist von Roel Moors getrennt hatte.

## Familie
Sein jüngerer Bruder Milos wurde ebenfalls als Basketballtrainer (unter anderem bei der TSG Westerstede, den Iserlohn Kangaroos und Paderborn Baskets) tätig.